# Jorge Pacheco Areco

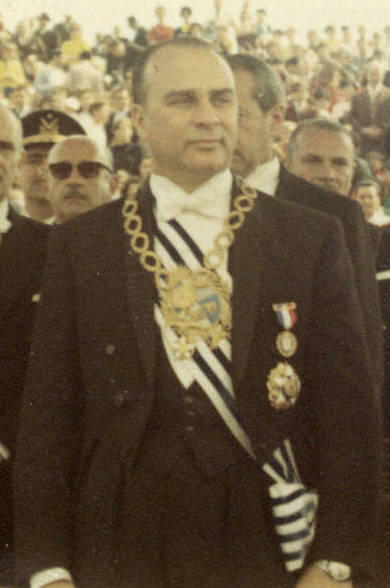
Jorge Pacheco Areco.

Jorge Pacheco Areco (* 8. November 1920 in Montevideo; † 29. Juli 1998 ebenda) war ein uruguayischer Politiker und Präsident vom 6. Dezember 1967 bis 1. März 1972. Er war der Nachfolger von Präsident Óscar Diego Gestido, welcher nach einigen Monaten im Amt gestorben war.
In den Wahlen von 1971 stellte sich Pacheco Areco zur Wiederwahl. Da aber die Verfassung eine Wiederwahl des Präsidenten nicht zuließ, wurde gleichzeitig mit den Wahlen ein Referendum zur Verfassungsänderung abgehalten, welches jedoch scheiterte. Daraufhin wurde Juan María Bordaberry zum Präsidenten gewählt.